# Pimpla bactriana
Pimpla bactriana är en stekelart som beskrevs av Dmitriy R. Kasparyan 1974. Pimpla bactriana ingår i släktet Pimpla och familjen brokparasitsteklar. Inga underarter finns listade i Catalogue of Life.